# If I Were a Boy
If I Were a Boy (englisch für ‚Wenn ich ein Junge wäre‘) ist ein Song der US-amerikanischen R&B-Sängerin Beyoncé. Das Lied wurde von Knowles und Toby Gad für ihr drittes Studioalbum I Am … Sasha Fierce produziert. Geschrieben wurde es von der amerikanischen Songwriterin BC Jean.
If I Were a Boy unterscheidet sich von Knowles früheren Liedern, da es kein typisches R&B-Lied, sondern eine Pop- und Folk-Rock-Ballade ist, welche akustische Gitarren, Schlagzeug und Streicher enthält. Der Text des Liedes klagt die Missverständnisse zwischen beiden Geschlechtern an.
Das Lied wurde in Europa am 7. November 2008 als erste Single des Albums veröffentlicht. Bereits durch Downloads und Airplay konnte der Song die Billboard Hot 100 erreichen. Nach der Veröffentlichung der CD stieg der Song dort auf den dritten Platz, wodurch er der neunte Top-10-Hit von Knowles in den Vereinigten Staaten ist. In den deutschen Singlecharts schaffte es das Lied auf Anhieb auf Platz drei und konnte sich dort eine Woche halten. Insgesamt blieb der Song 9 Wochen in den Top-10. Des Weiteren stieg der Song in Dänemark, Großbritannien, Israel, den Niederlanden, Norwegen und Schweden auf Platz eins der Hitparaden.

## Hintergrund
If I Were a Boy wurde von BC Jean und Toby Gad geschrieben und ist das erste Lied der I Am... CD des Doppelalbums I Am… Sasha Fierce. Er ist der einzige Song auf beiden CDs, den Knowles nicht selbst geschrieben hat. Der Großteil des Textes und der Melodie wurde von Jean in etwa 15 Minuten geschrieben. Nachdem Jeans Plattenfirma den Song abgelehnt hatte, bot Gad den Song anderen Künstlern an. Knowles gefiel der Song, sodass sie ihre eigene Version zusammen mit Gad aufnahm.
If I Were a Boy erschien auf der I Am... CD, da es eine Ballade ist, welche Knowles als Person „unter dem Make-up und abseits des Rampenlichtes“ zeigt.
In einem Interview mit der Zeitschrift Essence erklärte Knowles, dass sich If I Were a Boy von ihren bisherigen Veröffentlichungen unterscheidet, da es kein typischer R&B-Song ist. Weiterhin sagte sie: „Ich musste es versuchen, denn ich erinnerte mich an Aretha Franklin die sagte, ein großer Sänger kann alles singen.“

## Musikalisches und Inhalt
If I Were a Boy ist eine Midtempo Pop- und Folk-Rock-Ballade mit Rockmusik-Einflüssen. Der Song wurde in G-Dur geschrieben und hat ein moderates Tempo von 90 Schlägen pro Minute. Er wurde in der üblichen Strophe-Refrain Form geschrieben. Die Strophen beinhalten vier Akkorde und folgen einer vi-IV-IV Akkordfolge in Form Em7-C-G-D/F#. Knowles Stimme umfasst in diesem Lied die Töne G#3 bis E5.
Der Text zu If I Were a Boy handelt über ein Geschlechtertausch-Gedankenexperiment. Knowles singt über die Dinge, die sie tun würde, wenn sie ein Junge wäre.

## Veröffentlichung
If I Were a Boy und Single Ladies (Put a Ring on It) wurden beide gleichzeitig als Lead-Singles des Doppelalbums I Am … Sasha Fierce veröffentlicht. Die beiden Lieder stammen von den beiden unterschiedlichen CDs des Doppelalbums und sollen so Knowles verschiedene Persönlichkeiten aufzeigen, welches unter anderem zentrales Thema des Albums ist, bei dem sich die Balladen und die Up-tempo-Lieder auf zwei verschiedenen CDs befinden.
If I Were a Boy wurde zuerst am 12. Oktober 2008 in den USA und meisten europäischen Ländern veröffentlicht. Am 7. November 2008 wurde er in Deutschland zusammen mit Single Ladies (Put a Ring on It) als 2-Track-Single veröffentlicht.
Um für die Single zu werben, stellte Beyoncé den Song in mehreren Shows unter anderem in der The Oprah Winfrey Show, bei den World Music Awards 2008, bei Saturday Night Live und den MTV Europe Music Awards 2008 vor.

## Musikvideo
Das Musikvideo zu If I Were a Boy, das von Jake Nava gedreht wurde, ist komplett in schwarz-weiß gehalten. Im Video sind die Rollen von Knowles und die ihres Ehemanns getauscht. Knowles steht morgens auf und setzt sich an den gedeckten Frühstückstisch. Am Verhalten ihres Mannes kann man erkennen, dass er wohl das Frühstück zubereitet hat. Dann geht sie als Polizistin arbeiten, ihr Kollege ist ein gutaussehender Mann. Währenddessen sitzt Knowles Mann zu Hause und im Büro. Er ruft seine Frau auf ihrem Handy an, sie nimmt jedoch nicht ab, da sie in einer Bar ein Bier mit männlichen Kollegen trinkt. In derselben Nacht schenkt der Ehemann Knowles ein Paar Ohrringe, die sie während des Tanzens mit dem gutaussehenden Polizisten trägt. Ihr Ehemann ist sehr enttäuscht und eifersüchtig. Als er seine Frau zu Hause zur Rede stellt, tauschen sich die Rollen an dem Punkt wieder, als Knowles sagt: “Why’re you so jealous? It’s not like I’m sleeping with the guy!”. Die Reaktion ihres Mannes (und gleichzeitig ihre): “What?” Jetzt sagt ihr Ehemann: “I said: why are you so jealous? It’s not like I’m sleeping with the girl!”; man erfährt jetzt, dass während des ganzen Videos die Geschlechterrollen getauscht waren und der hübsche Kollege in Wirklichkeit eine hübsche Kollegin ist. Von diesem „Zurücktauschen“ an ist Knowles wieder sie selbst.

## Kritiken
Das Lied und insbesondere Knowles Gesang wurde von Kritikern gut bewertet. Chuck Taylor vom Billboard-Magazin lobte ihren Gesang als „atemberaubend, exquisit emotional, traurig, und reif“ und fügte hinzu, das Lied „verströmt den Duft eines Grammy Awards“. Laut Ann Powers von der Los Angeles Times beweist Knowles mit If I Were a Boy, dass sie „eine großartige Sängerin ist“. Jon Caramanica von der New York Times beschrieb ihn als einen der größten Pop-Songs der letzten Jahre und einen mit Knowles kompliziertesten Gesangseinlagen. Im Gegensatz dazu äußerte sich Stacey Anderson vom Spin Magazin, sie nannte If I Were a Boy eine glitzernde und langweilige Ballade.

## Kommerzieller Erfolg

### Chartplatzierungen
Das Lied wurde für Knowles zu einem kommerziellen Erfolg. In Deutschland stieg If I Were a Boy am 24. November 2008 auf Platz drei in den deutschen Singlecharts ein und konnte sich insgesamt 9 Wochen in den Top-10 halten. Auch in Österreich und der Schweiz konnte der Song bis auf Platz 3 der Single-Charts vordringen.
In den Vereinigten Staaten konnte der Song bereits durch Downloads und Airplay auf Platz 68 der Billboard Hot 100 vordringen. Nachdem die CD veröffentlicht worden war, stieg der Song auf Platz 3 und wurde somit Knowles zehnter Top-10 Song dort.
Im Vereinigten Königreich wurde If I Were a Boy zu Knowles bis dahin meistverkaufter Single. Der Song stieg am 15. November 2008 auf Platz 2 ein. Nach zwei Wochen landete er auf Platz 1 und wurde somit Knowles fünfte Nummer-1-Single als Solo-Künstlerin in Großbritannien.
| ChartsChartplatzierungen       | Höchstplatzierung | Wochen |
| ------------------------------ | ----------------- | ------ |
| Deutschland (GfK)              | 3 (26 Wo.)        | 26     |
| Österreich (Ö3)                | 3 (26 Wo.)        | 26     |
| Schweiz (IFPI)                 | 3 (36 Wo.)        | 36     |
| Vereinigte Staaten (Billboard) | 3 (20 Wo.)        | 20     |
| Vereinigtes Königreich (OCC)   | 1 (36 Wo.)        | 36     |

| ChartsJahrescharts (2008)    | Platzierung |
| ---------------------------- | ----------- |
| Deutschland (GfK)            | 71          |
| Schweiz (IFPI)               | 46          |
| Vereinigtes Königreich (OCC) | 16          |

| ChartsJahrescharts (2009)      | Platzierung |
| ------------------------------ | ----------- |
| Deutschland (GfK)              | 46          |
| Österreich (Ö3)                | 37          |
| Schweiz (IFPI)                 | 27          |
| Vereinigte Staaten (Billboard) | 48          |
| Vereinigtes Königreich (OCC)   | 74          |

### Auszeichnungen für Musikverkäufe
Für über 150.000 verkauften CDs bekam Knowles in Deutschland eine Goldene Schallplatte. Für den Verkauf für über sechs Millionen Einheiten wurde sie in den USA mit Sechsfach-Platin ausgezeichnet. Die Ballade erhielt des Weiteren für über 1,8 Millionen verkaufte Exemplare von der British Phonographic Industry Dreifach-Platin.
| Land/Region                  | Auszeichnungen für Musikverkäufe (Land/Region, Auszeichnung, Verkäufe) | Verkäufe  |
| ---------------------------- | ---------------------------------------------------------------------- | --------- |
| Australien (ARIA)            | 7× Platin                                                              | 490.000   |
| Brasilien (PMB)              | Diamant                                                                | 250.000   |
| Dänemark (IFPI)              | 2× Platin                                                              | 180.000   |
| Deutschland (BVMI)           | Gold                                                                   | 150.000   |
| Italien (FIMI)               | Gold                                                                   | 10.000    |
| Kanada (MC)                  | 5× Platin (Single) · + Gold (Ringtone) · + Gold (Video)                | 425.000   |
| Neuseeland (RMNZ)            | 3× Platin                                                              | 90.000    |
| Schweden (IFPI)              | Gold                                                                   | 10.000    |
| Schweiz (IFPI)               | Platin                                                                 | 30.000    |
| Spanien (Promusicae)         | Platin                                                                 | 40.000    |
| Vereinigte Staaten (RIAA)    | 6× Platin · + Gold (Mastertone)                                        | 6.500.000 |
| Vereinigtes Königreich (BPI) | 3× Platin                                                              | 1.800.000 |
| Insgesamt                    | 6× Gold · 28× Platin · 1× Diamant ·                                    | 9.975.000 |

Hauptartikel: Beyoncé/Auszeichnungen für Musikverkäufe